# Alberto Fraga
João Alberto Fraga Silva (Estância, SE - 2 de junho de 1956), mais conhecido como Alberto Fraga, é um policial militar reformado e político brasileiro, filiado ao Partido Liberal (PL). Atualmente exerce seu sexto mandato como deputado federal pelo Distrito Federal. Fraga foi também secretário de Transportes do Distrito Federal durante os governos de Joaquim Roriz e José Roberto Arruda, além de ter sido candidato ao governo do DF nas eleições de 2018.
Com carreira iniciada na Polícia Militar do Distrito Federal, onde alcançou o posto de tenente-coronel, Fraga ingressou na política em 1997, sendo eleito deputado federal por três mandatos consecutivos. Após um intervalo, retornou à Câmara dos Deputados em 2015, e novamente em 2023, somando mais de duas décadas de atuação legislativa. É conhecido por sua atuação em temas ligados à segurança pública e à defesa de pautas conservadoras. Em 2018, foi candidato ao Governo do Distrito Federal.

## Carreira política
Deputado federal pelo Distrito Federal, exerce seu sexto mandato na Câmara dos Deputados. Nas eleições de 2014, foi o parlamentar mais votado do DF, com 155.056 votos. Durante sua trajetória legislativa, destacou-se por uma atuação ativa no Congresso Nacional, tendo apresentado mais de 600 proposições e participado da aprovação de 15 leis. Em 2018, foi candidato ao Governo do Distrito Federal, ficando em terceiro lugar no primeiro turno da eleição. 
Em 1997, Fraga tornou-se assessor parlamentar das polícias militares na Câmara dos Deputados e também presidente do clube dos oficiais da PM. Foi eleito suplente de deputado federal pelo PMDB, com 21.244 votos. Assumiu uma cadeira na Câmara, sendo eleito mais três vezes.
Em 2002, foi eleito com 27.939 votos e reeleito em 2006 com 95.514 votos, pelo então PFL. Durante os mandatos, foi vice-líder do PMDB, em 2003; vice-líder do PFL, entre julho de 2005 e janeiro de 2007; e vice-líder do DEM.
Em 2010, ao se candidatar para o Senado, representando o DF, teve mais de 500 mil votos, mas acabou perdendo as eleições. Nas eleições de 2014, foi o deputado federal mais bem votado do DF, sendo eleito com 155.056 votos.
Disputou o governo do Distrito Federal em 2018, obtendo a sexta colocação com 88.840 votos (1,79%). Em 2022, foi novamente eleito Deputado Federal pelo Distrito Federal com 28.825 votos.
Fraga se formou com Jair Bolsonaro na Escola de Educação Física do Exército e se refere a ele como um colega de turma “muito parceiro” e generoso. Apesar disso, apenas em 2004 o nome dos dois militares aparecem juntos, em um requerimento de homenagem a militares.

## Leis
Em sua carreira, Fraga logrou a sanção das seguintes leis:
1. 12.012/09 – Tipifica como crime o ingresso, promoção, uso ou facilitação de celulares em presídios sem autorização legal.[14]
2. 12.121/09 – Determina que os estabelecimentos penais destinados às mulheres, tenham por efetivo de segurança interna somente agentes do sexo feminino.[15]
3. 13.142/15 – Torna crime hediondo o assassinato e a lesão corporal praticados contra policiais, bombeiros e militares no exercício da função.[16]

## Polêmicas

### Referendo
Durante o Referendo de 2005, foi contra a proibição do comércio de armas de fogo e munições.

### Porte de arma
Em 2014, Alberto Fraga foi condenado em primeira instância, em ação movida pelo MPDFT. O órgão o denunciou por posse e depósito ilegal de armamento em um apartamento do Hotel Golden Tulip.
No local, foram encontrados um revólver calibre .357 Magnum, de uso restrito. Sendo inocentado no TJDFT, 9 votos a 2, já na data da ocorrência o deputado era Coronel da reserva da Policia Militar, sendo beneficiado pela retroação da lei.

### Jandira Feghali e controvérsias
Foi novamente eleito deputado federal em 2014, para a 55.ª legislatura (2015-2019).
Em 2015, após uma discussão e troca de agressões entre Roberto Freire e Orlando Silva, a deputada Jandira Feghali foi até os dois e colocou o braço entre eles, para apartar a situação. Na sequencia, a deputada acusou Freire de tê-la empurrado. Em plenário, Fraga justificou:

Mulher que participa da política e bate como homem, tem que apanhar como homem também— Alberto Fraga (DEM)

### Condenação e absolvição polêmicas
Em setembro de 2018 foi condenado em 1ª instância a uma pena de 4 anos, 2 meses e 20 dias de prisão em regime semiaberto por cobrança de propina no setor de transportes. Posteriormente, em Abril de 2019, teve a pena aumentada para 5 anos após recurso de Ministério Público.
Em 12 de março de 2020, a 2ª Turma Criminal do Tribunal de Justiça do Distrito Federal e dos Territórios (TJDFT) absolveu, por unanimidade, o ex-deputado federal João Alberto Fraga (Democratas-DF), por falta de provas. Ele havia sido acusado do crime de concussão, por supostamente utilizar o cargo de secretário de Transportes do Distrito Federal, em 2008, durante o governo de José Roberto Arruda, para obter vantagem indevida na assinatura de contratos de adesão com a Cooperativa de Transporte Público do Distrito Federal (COOPETRAN).

## Desempenho em eleições
| Ano  | Eleição                       | Partido | Cargo            | Votos   | %                 | Resultado  | Ref    |
| ---- | ----------------------------- | ------- | ---------------- | ------- | ----------------- | ---------- | ------ |
| 1998 | Distrital do Distrito Federal | PMDB    | Deputado Federal | 21.244  | 2,44%             | Não Eleito | [ 25 ] |
| 2002 | Distrital do Distrito Federal | PMDB    | Deputado Federal | 27.939  | 2,44%             | Eleito     | [ 26 ] |
| 2006 | Distrital do Distrito Federal | PFL     | Deputado Federal | 95.514  | 7,25%             | Eleito     | [ 27 ] |
| 2010 | Distrital do Distrito Federal | DEM     | Senador          | 511.517 | 22,87% (3º Lugar) | Não Eleito | [ 8 ]  |
| 2014 | Distrital do Distrito Federal | DEM     | Deputado Federal | 155.056 | 10,66%            | Eleito     | [ 9 ]  |
| 2018 | Distrital do Distrito Federal | DEM     | Governador       | 88.840  | 5,88% (6º Lugar)  | Não Eleito | [ 10 ] |
| 2022 | Distrital do Distrito Federal | PL      | Deputado Federal | 28.825  | 1,79%             | Eleito     | [ 11 ] |